# Orlando Prado
Orlando Prado (Lima, 16 febbraio 1972) è un ex calciatore peruviano, di ruolo difensore.

## Carriera

### Club
Ha giocato nella prima divisione peruviana.

### Nazionale
Ha partecipato alla Copa América 1997.

## Palmarès

### Club

#### Competizioni nazionali
- Campionato peruviano: 4

Sporting Cristal: 1991, 1994, 1995, 1996